# مالک هبر
مالک هبر (انگلیسی: Malik Hebbar؛ زادهٔ ۶ اکتبر ۱۹۷۳) بازیکن فوتبال اهل فرانسه است.
از باشگاه‌هایی که در آن بازی کرده‌است می‌توان به باشگاه فوتبال استاد رنس اشاره کرد.